# Behördenzentrum
Ein Behördenzentrum (BHZ) ist ein Areal, auf dem sich viele Ämter und Behörden auf engem Raum oder sogar in einem Gebäude befinden. Dadurch werden kurze Wege für die Bürger geschaffen, was von vielen Planern und Kommunen als ideal angesehen wird. Behördenzentren können entweder nur Institutionen von Stadt, Landkreis, Regierungsbezirk oder Land umfassen oder auch mehrere dieser Komponenten vereinigen. 
Besonders häufig sind Behördenzentren in Mittelstädten anzutreffen, wo sie meist sowohl Institutionen der Stadt als auch des Landkreises beinhalten.
Einige Bundesländer (z. B. Thüringen) achten bei der Planung oder Erneuerung der Verwaltungsstrukturen verstärkt darauf, diese konzentriert auf engem Raum innerhalb einer Stadt anzusiedeln. So entstanden z. B. in Artern, Erfurt, Ilmenau, Meiningen und Suhl in Thüringen seit dem Jahr 2000 neue Behördenzentren.

## Beispiele
- Behördenzentrum Gutleutviertel
- Behördenzentrum Ilmenau
- Justizzentrum Meiningen